# Ming Shilu

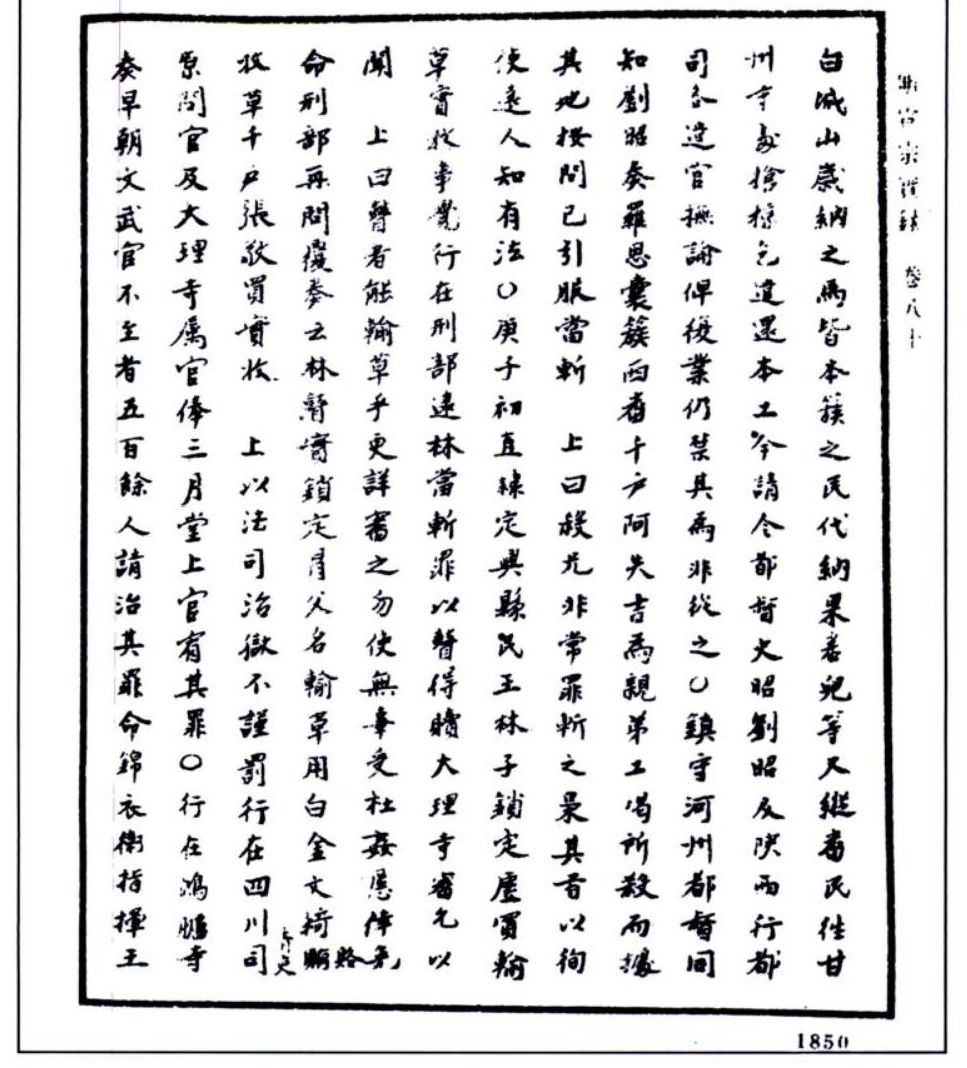
Fragment du Ming shilu

Le Ming shilu (chinois traditionnel 明實錄, chinois simplifié 明实录, « Véritables documents Ming ») est un texte historique chinois qui contient les annales impériales des empereurs Ming (1368–1644).

## Présentation
C'est la plus grande source historique pour la dynastie. Selon les historiens modernes, ce texte « joue un rôle extrêmement important dans la reconstruction historique et politique de la société Ming ». Après la chute de la dynastie Ming, le Ming Shilu est utilisé comme source primaire pour la compilation du Mingshi (Histoire des Ming).
La section (Shilu) pour chaque empereur est composée après la mort de l'empereur par un bureau d'histoire nommé par le Grand Secrétariat (en) en utilisant différents types de sources historiques tels que:
1. Le Qiju zhu (起居注 qǐjūzhù), ou « Journaux de l'activité et du repos ». Ce sont des relevés quotidiens des actions et des paroles de l'empereur à la cour[3].
2. Les « Registres quotidiens » (日曆 rìlì). Ces documents, établis précisément en tant que source pour la compilation du shilu, sont compilés par un comité sur la base des journaux et d'autres sources écrites[3].
3. D'autres sources telles que les matériaux collectés dans les centres provinciaux et « puisés dans d'autres sources officielles telles que les monuments commémoratifs, des documents ministériels et la gazette métropolitaine »[3].

| Document                  | Règne    |
| ------------------------- | -------- |
| Taizu Shilu (太祖實錄)    | Hongwu   |
| Taizong Shilu (太宗實錄)  | Yongle * |
| Renzong Shilu (仁宗實錄)  | Hongxi   |
| Xuanzong Shilu (宣宗實錄) | Xuande   |
| ... et al.                |          |

* La courte période du règne de Jianwen est incluse dans le Taizong Shilu consacré au règne de Yongle.

## Source de la traduction
- (en) Cet article est partiellement ou en totalité issu de l’article de Wikipédia en anglais intitulé « Ming Shilu » (voir la liste des auteurs).